# 袖ヶ浦フォレストレースウェイ
座標: 北緯35度23分41.81秒 東経140度5分16.83秒 / 北緯35.3949472度 東経140.0880083度
袖ヶ浦フォレストレースウェイ（そでがうらフォレストレースウェイ）は、千葉県袖ケ浦市に位置するサーキット。

## 概要
2009年（平成21年）にオープン。FIA（国際自動車連盟）の規格に従ったコースとして設計され、JAF（日本自動車連盟）公認のサーキットである。
オーナーはかつて法務大臣や環境庁長官を歴任し、自らもモータースポーツへの参戦経験が豊富な地元選出の元国会議員、中村正三郎で、コース設計も自ら手がけた。
全日本格式のレースは開催されておらず、また大規模な観客席も設けられていないが、東京都心部より車で約1時間程度、鉄道で約1時間半程度と、大都市圏の至近に位置するFIA規格の設備が整った本格的サーキットとして、各種走行会や草レース、自動車メーカーのメディア向け試乗会を始めとした自動車関連のイベント開催地として人気を博している。

## コース
- コース長 1周 2,436 m、
- コーナー 数14、最大R220 m、最小R25 m、最大斜度4.2 %、メインスタンド前直線400 m、斜度0.7 %
- コース幅員最大18 m（メインスタンド前）、最小 15 m

## 設備
- ピット数 x 35
- コースポスト数 x 15
- 監視カメラ x 20台（内遠隔操作カメラ4台）
- 周回タイム計測装置
- 区間タイム計測装置
- ラップタイムモニター
- 車検場
- ガソリンスタンド
- コントロールタワー
- メディカルセンター
- 教室兼ラウンジ
- 更衣室
- トイレ
- 観戦エリア（ピット上部）
- レストラン「グリーンウッド」
- 自動販売機

## 交通アクセス
- 鉄道でのアクセス

JR久留里線東横田駅または、小湊鉄道上総牛久駅からタクシーで約10分（徒歩1時間）
JR内房線木更津駅または姉ケ崎駅よりタクシー40分。
- 車でのアクセス

東京湾アクアラインから圏央道木更津東ICから約10分。
館山自動車道姉崎袖ケ浦ICから約15分。
館山自動車道木更津北ICから約15分。